# Иоаннесян, Ролен Арсеньевич
Ролен Арсеньевич Иоаннеся́н (1907—1995) — советский учёный, создатель многоступенчатого турбобура.

## Биография
Окончил Азербайджанский политехнический институт (1930).
- 1931—1934 — инженер-конструктор, старший инженер, руководитель отдела АзИНмаша,
- 1934—1941 — зам. главного инженера, главный инженер конторы турбинного бурения объединения «Азнефть».
- 1941—1942 — главный инженер конторы турбинного бурения Молотовнефтекомбината (Краснокамск).
- 1942—1949 — начальник отдела турбинного бурения Наркомнефти, зам. начальника Главнефтедобычи,
- 1949—1953 — начальник СКБ-2 Миннефтепрома,
- 1953—1992 — зам. директора и главный инженер (до 1960 года), заведующий лабораторией, старший научный сотрудник ВНИИБТ.

Доктор технических наук, профессор.
Сын — Иоаннесян, Юрий Роленович (р. 1934—2003), доктор технических наук, профессор.

## Награды и премии
- заслуженный деятель науки РСФСР
- Почетный нефтяник
- премия имени И. М. Губкина
- Сталинская премия III степени (10 апреля 1942) — за изобретение многоступенчатой гидравлической турбины для бурения глубоких скважин
- Сталинская премия II степени (1947) — за разработку и широкое внедрение метода непрерывного наклонного бурения нефтяных скважин
- три ордена Трудового Красного Знамени
- два ордена «Знак Почёта»
- медали
- Золотые медали ВДНХ

## Сочинения
- Основы теории и техники турбинного бурения. 1953. 284 с.
- Турбобуры с наклонной линией давления [Текст] : [Сборник статей] / Под науч. ред. д-ра техн. наук Р. А. Иоаннесяна. - Москва : Недра, 1969. - 190 с. : ил.; 22 см. - (Труды/ М-во нефтедобывающей пром-сти СССР. Всесоюз. науч.-исслед. ин-т буровой техники "ВНИИБТ" Вып. 22).
- Иоаннесян Р.А., Королько Е.И. Повышение эффективноститурбинного бурения // Нефтяное хозяйство, 1989, № 12.